# Arma antisatèl·lit
Una arma antisatèl·lit és una arma espacial dissenyada per incapacitar o destruir satèl·lits artificials amb fins estratègics militars o tàctics. Actualment, els Estats Units, Rússia i la República Popular de la Xina són els únics països que es coneix que han desenvolupat aquest tipus d'armament. Durant la dècada del 1960, l'URSS va fer els primers experiments amb la seva sèrie de satèl·lits destructors Istrebitel Sputnikov (IS), que van entrar en servei el 1973. El 13 de setembre de 1985 els Estats Units van destruir el satèl·lit Solwind utilitzant un míssil ASM-135 ASAT. L'11 de gener de 2007 la Xina va destruir un vell satèl·lit de recerca climàtica. Així mateix, Estats Units va destruir el satèl·lit de reconeixement USA 193 que presentava mal funcionament el 21 de febrer de 2008.
El desenvolupament i disseny de les armes antisatèl·lit ha seguit diversos camins. Els esforços inicials, per part dels Estats Units i de la Unió Soviètica, partien d'utilitzar míssils llançats des de terra (dècada de 1950) i poc després arribaren propostes més enginyoses i extravagants.